# Snape (Suffolk)
Snape – wieś w Anglii, w hrabstwie Suffolk. Leży 27 km na północny wschód od miasta Ipswich i 134 km na północny wschód od Londynu.